# Najat El Hachmi
Najat El Hachmi (Nador, 2 de juliol de 1979) és una escriptora catalana. Estudià filologia àrab a la Universitat de Barcelona i presentà un informatiu setmanal en llengua amaziga a l'antiga emissora Catalunya Cultura. Va fer de mitjancera cultural a Vic i de tècnica d'acollida a Granollers. Actualment resideix a Barcelona, on es dedica exclusivament a la literatura. Va ser guanyadora de l'edició 2008 del Premi Ramon Llull de novel·la amb la novel·la L'últim patriarca, que ha estat traduïda a deu llengües.

## Vida i obra
Va néixer a Beni Sidel, a la província marroquina de Nador, quan el seu pare ja havia emigrat a Catalunya, i als vuit anys va anar a viure a Vic gràcies al reagrupament familiar. En aquesta ciutat va estudiar fins que es va matricular de filologia àrab a la Universitat de Barcelona. A Vic va fer de tot: empleada de la neteja, cuinera, monitora d'esports... fins a ser mediadora a la Delegació d'Ensenyament de Vic.
Des de la publicació del seu primer llibre, Jo també soc catalana, ha participat en diferents taules rodones i fet conferències a Catalunya i altres països.
Ha col·laborat en alguns mitjans de comunicació com Catalunya Ràdio, ha publicat articles al diari El 9 Nou de Vic, a la revista digital Esguard, La Maleta de Portbou, L'Avenç o Letras Libres, El Periódico de Catalunya i, des de 2022, al diari Ara.
Va començar a escriure quan tenia dotze anys i, d'ençà de llavors, no ho ha deixat, al principi com un entreteniment, i més endavant com a mitjà per a expressar inquietuds o per a reflexionar i recrear la pròpia realitat, acostant els dos mons a què pertany. El seu primer llibre, Jo també soc catalana (Columna, 2004), estrictament autobiogràfic, aborda la qüestió de la identitat i del procés d'arrelament al país que l'ha vist créixer d'ençà que va arribar a Vic, la seva ciutat, quan tenia vuit anys. Un llibre que, en certa manera, s'escriu dia a dia, al mateix pas que es va formant la identitat de l'autora com a mare, treballadora, estudiant, catalana i d'origen marroquí.
La novel·la que l'ha fet famosa, L'últim patriarca, ha estat la guanyadora del Premi Ramon Llull de novel·la. L'obra exposa la història d'un immigrant marroquí que s'instal·la a la Catalunya central, un patriarca omnipotent, a vegades dèspota, que es troba confrontat amb els canvis culturals que assumeix la seva filla, que trenca amb la tradició d'origen i s'adapta als valors de la nova societat en què viu. A començaments de 2011 publica La caçadora de cossos, també una novel·la en primera persona, en el qual aborda la temàtica de la sexualitat de manera molt oberta. El 2015 va guanyar el premi BBVA Sant Joan per La filla estrangera, que també va obtenir el Premi Ciutat de Barcelona en literatura catalana. El 2018 va publicar Mare de llet i mel.
L'octubre de 2012 signà, juntament amb un centenar de professionals, un manifest a favor d'una solució federal per a Catalunya i de prioritzar polítiques d'esquerres. El 2015 va donar suport a la confluència d'esquerres Catalunya Sí que es Pot.
El 2021 li fou atorgat el Premi Nadal de novel·la per la seva obra El lunes nos querrán i, també, el Premi de Periodisme María Luz Morales pel seu article d'opinió titulat «Confinadas de por vida», publicat a El País a l'abril de 2020. Fou la pregonera de les Festes de la Mercè de Barcelona de 2023.

## Obra narrativa
- 2004: Jo també soc catalana. Columna Edicions. ISBN 84-664-0424-4.
- 2008: L'últim patriarca. Editorial Planeta. ISBN 978-84-9708-185-6.
- 2008: «L'home que nedava», relat dins el recull El llibre de la Marató: Vuit relats contra les malalties mentals greus. Columna Edicions. ISBN 9788466409643.
- 2011: La caçadora de cossos. Editorial Planeta. ISBN 978-84-08-09877-5.
- 2015: La filla estrangera. Edicions 62. ISBN 978-84-297-7468-9.
- 2018: Mare de llet i mel. Edicions 62. ISBN 978-84-297-7644-7.
- 2019: Sempre han parlat per nosaltres. Edicions 62. ISBN 978-84-297-7781-9.
- 2019: "Dos amants com nosaltres", relat dins el recull L'illa dels tresors: cent anys de biblioteques públiques a Catalunya. Diputació de Barcelona.
- 2021: El lunes nos querrán / Dilluns ens estimaran. Edicions 62. ISBN 978-84-233-5877-9.
- 2025: Els secrets de la Nur. Estrella Polar ISBN 978-84-138-9179-8